# Oettinger
La Oettinger è un Gruppo che comprende 3 birrifici tedeschi siti a Oettingen in Baviera, Mönchengladbach e Braunschweig. Ogni birrificio produce il proprio marchio regionale assieme al marchio nazionale Original Oettinger.
L'azienda dichiara che tutte le birre sono prodotte secondo il Reinheitsgebot.

## Storia[2]
Anche se la storia della fabbrica di birra risale al 1313, la vera e propria storia industriale nasce nel 1731. Nel 1956 la "Fürstliche Brauhaus zu Oettingen" è stata acquisita dalla famiglia Kollmar (Ingrid Kollmar 64.5%, Günther Kollmar 11.1% and Dirk Kollmar 24.4%) e rinominata "Oettinger Brauerei GmbH". Günther Kollmar ancora gestisce la compagnia.

## Strategia di vendita[3]
Le birre Oettinger sono tra le più vendute in Germania anche grazie al prezzo contenuto. Spesso vendute in bottiglia al supermercato, difficilmente si trovano in birreria. Per scelta aziendale la Oettinger non investe in pubblicità o nel confezionamento delle bottiglie (tappi, etichette, ecc) e trasporta in proprio le bevande direttamente al punto di vendita.

## Prodotti[4]

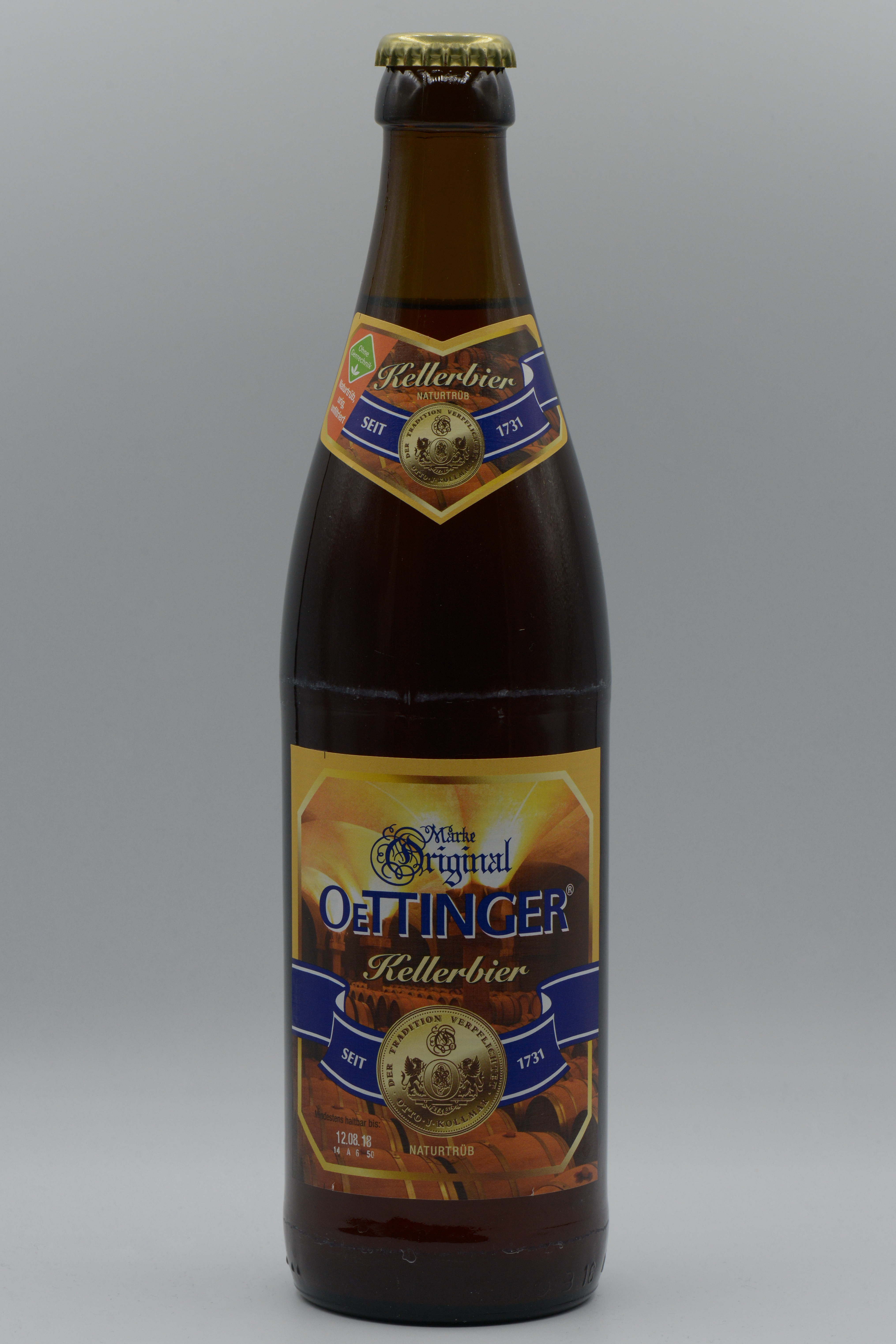
Oettinger Kellerbier

Secondo la sua fermentazione, la birra è prodotta in molte alternative.
- Kellerbier - (5,6 % vol) - non filtrata
- Pils - (4,7 % vol) - bassa fermentazione colore giallo dorato
- Export - (5,4 % vol) - bassa fermentazione colore giallo dorato
- Vollbier Hell - (4,7 % vol)
- Urtyp - (5,6 % vol)
- Hefeweißbier - (4,9 % vol) - chiara
- Hefeweißbier dunkel  - (4,9 % vol) - non filtrata, scura
- Kristall-Weizen - (4,9 % vol)
- Leichte Weisse - (2,8 % vol)
- Altbier- (4,9 % vol) - di tipo Altbier
- Leicht - (2,8 % vol)
- Bock - (6,7 % vol) - di tipo Stout
- Schwarzbier  - (4,9 % vol)
- Winterbier - (5,6 % vol) - prodotta solamente in inverno
- Gold - (4,9 % vol)
- Alkoholfrei - ( <0,5 % vol) - bassa fermentazione senza alcool
- In Italia si può trovare anche la Oettinger Super Forte (8,9 % vol)[5]